# Congénies
Congénies település Franciaországban, Gard megyében. Lakosainak száma 1628 fő (2022. január 1.). Congénies Aigues-Vives, Aubais, Aujargues, Calvisson, Junas és Villevieille községekkel határos.

## Népesség
A település népességének változása:
| Lakosok száma | 473  | 596  | 903  | 1467 | 1595 | 1637 | 1668 | 1667 | 1666 | 1628 |
|               | 1968 | 1982 | 1990 | 2006 | 2013 | 2015 | 2017 | 2019 | 2020 | 2022 |